# ライフ・ディズダレヴィッチ
ライフ・ディズダレヴィッチ（Raif Dizdarević、1926年12月9日 - ）は、ボスニア・ヘルツェゴビナ出身の政治家。ユーゴスラビア社会主義連邦共和国幹部会議長（国家元首）をボシュニャク人として初めて務めた。

## 生い立ち
ディズダレヴィチは1926年、ボスニアのフォイニツァ（現在のボスニア・ヘルツェゴビナ連邦中央ボスニア県）において、ムスリム人（ボシュニャク人）の家庭に生まれた。
第二次世界大戦中はパルチザンとして従軍し、武装レジスタンス活動に参加した。

## 政治家としての経歴
第二次世界大戦後は、ユーゴスラビア共産主義者同盟の党員として、またヨシップ・ブロズ・チトーの盟友として、高い政治的地位に上った。1945年からは国家保安部 (State Security Administration) のメンバーでもあった。
- 外交官として、ブルガリア（1951年 - 1955年）、ソビエト連邦（1956年 - 1959年）、チェコスロバキア（1963年 - 1967年）で勤務した。
- 1972年: 外務次官（Assistant Federal Secretary for Foreign Affairs）。なお、外相はMiloš Minićであった。
- 1978-82年: ボスニア・ヘルツェゴビナ社会主義共和国大統領評議会議長
- 1982–83年: Chairman of Federal Assembly
- 1984–88年: ユーゴスラビア外相
- 1988–89年: Hamdija Pozderacの辞任を受け、ユーゴスラビア幹部会議長となる。

彼が国家元首であった期間、ユーゴスラビアは21億ドル以上の対外債務と、年間217%のインフレ率を抱えていた。1989年3月には、コソボ情勢が不安を抱える中で、ディズダレヴィチはブラジル、ウルグアイ、セネガルへの外遊を中止しなければならなかった。

## 晩年
ディズダレヴィッチはユーゴスラビア社会主義連邦共和国の枠組みを守ろうとしたが、ユーゴスラビア紛争の勃発に伴い、政治的影響力を失った。その後彼はサラエボに住み、回想録を出版した。
彼の著作には、回想録 Od smrti Tita do smrti Jugoslavije（「チトーの死からユーゴスラビアの死まで」 ISBN 978-9958-10275-2 ) および出来事や著名人との思い出を記した Vrijeme koje se pamti'（「思い出す日々」, ISBN 9958-703-81-5) がある。

## 家族
2009年の取材によれば、息子のプレドラグ (Predrag) はアメリカ合衆国で、娘のヤスミンカ (Jasminka) はベオグラードで暮らす。なお、ディズダレヴィチがチェコスロバキア公使としてプラハに赴任していた際に、娘のヤスミンカ（ヤースナ）と米原万里がソビエト大使館付属学校で同級であった。米原とヤスミンカの当時の交友とユーゴ内戦時の再会は、米原の『嘘つきアーニャの真っ赤な真実』に記されており、父親であるディズダレヴィッチの人柄も描かれている。
ジャーナリストの Srđan Dizdarevićは甥。